# تریشینوز

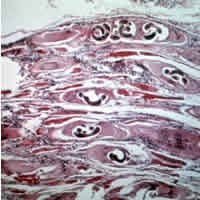
تریشینوز یک بیماری انگلی است که در شکل به صورت کرم سیاه دیده میشود

تریشینوز (Trichinosis) یک بیماری انگلی است که به واسطه کرم‌های لوله‌ای از سرده تریشینلا ایجاد می‌شود. تریشینوز عبارت است از عفونت ناشی از لاروهای انگل‌هایی که در روده خوک (به ندرت گوشت خرس و برخی حیوانات دریایی) زندگی می‌کنند. قسمت‌های زیر را درگیر می‌کند: لوله گوارش (که لاروها از آنجا وارد می‌شوند)، دستگاه لنفاوی و جریان خون (که از طریق آن جابه‌جا می‌شوند)، ماهیچه‌های بزرگ بدن به‌ویژه دیافراگم (عضلات بزرگ مورد استفاده در تنفس که قفسه سینه را از شکم جدا می‌کنند)، اندام‌های فوقانی و تحتانی که در آن‌ها جایگزین می‌شوند.
این بیماری در گذشته رواج داشته اما امروزه به ویژه در کشورهای توسعه یافته، بسیار کم دیده می‌شود. بروز تریشینوز در ایالات متحده آمریکا در سده بیستم کاهش چشمگیری را داشت. یک بررسی در سال‌های ۲۰۰۸–۲۰۱۰ میلادی نشان داد که سالانه حدود ۲۰ نفر در این کشور مبتلا به این بیماری می‌شوند.
چند زیرگونه موجب بیماری تریشینوز می‌شوند اما کرم تریشین شناخته شده‌ترین آن هاست. عفونت ممکن است بدون علایم مشخصی ظهور کند. در حالی که این عفونت در روده می‌تواند موجب اسهال، درد شکمی و استفراغ شود. مهاجرت لاروها به بافت عضلانی (یک هفته پس از پیدایش عفونت) می‌تواند موجب خیز، التهاب ملتحمه، درد عضله، راش و ائوزینوفیلی شود.

## علایم شایع
- مراحل اولیه (معمولاً ظرف ۱۰–۷ روز شروع می‌گردد):

کاهش اشتها، تهوع، استفراغ، اسهال و دل‌پیچه
- مراحل بعدی:

پف کردن پلک‌ها و صورت
درد عضلانی
خارش و سوزش پوست
تعریق
تب بالا (۴۰–۹/۳۸ درجه سانتیگراد)
- مراحل انتهایی:

علایم فروکش می‌کنند ولی برخی بافت‌های عضلانی دچار عفونت دایم با کیست‌های میکروسکوپی باقی می‌مانند. در موارد نادر این کیست‌ها باعث اختلالات قلب و دستگاه عصبی مرکزی می‌شوند.